# Francisco Cunha Pereira Filho
Francisco Cunha Pereira Filho (Curitiba, 7 de dezembro de 1926 — Curitiba, 19 de março de 2009) foi um advogado, jornalista e empresário brasileiro.
Cursou Direito na Universidade Federal do Paraná.
Era diretor-presidente do Grupo RPC, empresa da qual era sócio majoritário.
Comprou a Gazeta do Povo de Oscar Joseph de Plácido e Silva em sociedade com o seu colega da UFPR, Edmundo Lemanski, no ano de 1962.